# حديقة السطح

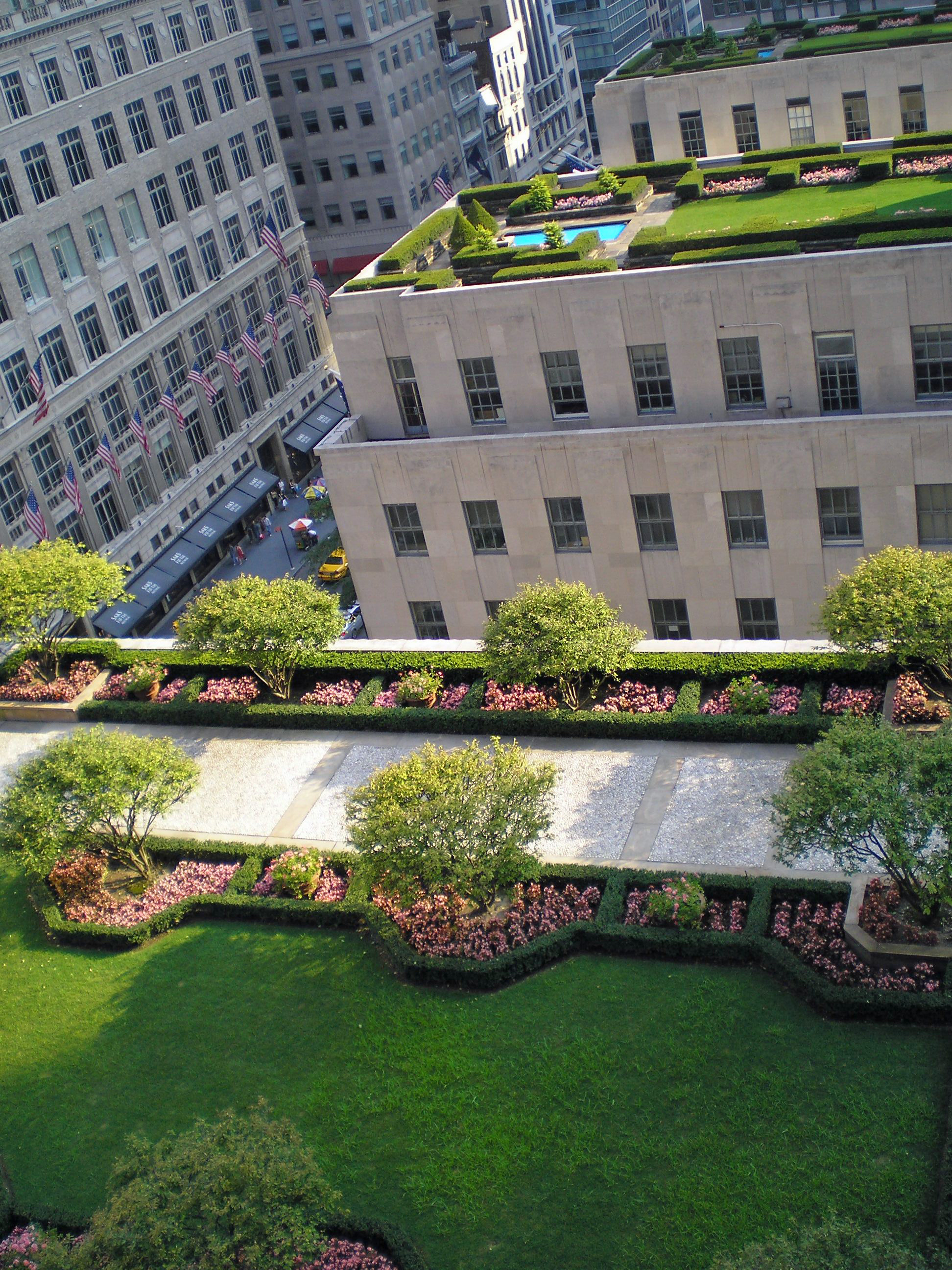
حدائق سطح في مركز روكفلر في منهاتن

حديقة السطح هي حديقة على سطح مبنى. وإلى جانب الاستفادة منها للزينة فيمكن أن توفر مزروعات السطوح الغذاء وتعلب دوراً التحكم في درجة الحرارة، و في الدورة الهيدرولوجية، وتوفر موائل للحياة البرية، وفرص للترفيه.